# 枝國站
枝國站（日语：／ Edakuni eki */?）是位於福岡縣飯塚市枝國，日本國有鐵道（國鐵）幸袋線的鐵路車站（廢站）。

## 歷史
- 1909年（明治42年）1月1日：車站啟用[1]。
- 1965年（昭和40年）10月1日：隨著貨物支線廢除，此站被廢除[1]。

## 相鄰車站
日本國有鐵道（國鐵）
幸袋線
二瀨－（貨）枝國

## 注腳
1. 1 2 3 4  石野哲 (编). . JTB. 1998: 800. ISBN 978-4-533-02980-6 （日语）.

## 相關項目
- 日本鐵路車站列表 E